# Eleições gerais no Paraguai em 1973
As eleições gerais no Paraguai em 1973 foram um evento eleitoral político nacional daquele país que ocorreu em 11 de fevereiro de 1973. Segundo sua organização política, nas eleições nacionais são eleitos presidente, vice-presidente, senadores, deputados e governadores dos departamentos. Marcado pela fraude, o general Alfredo Stroessner, do Partido Colorado, venceu pela 5° vez as eleições presidenciais no Paraguai.